# Controversia del fútbol a gran altura

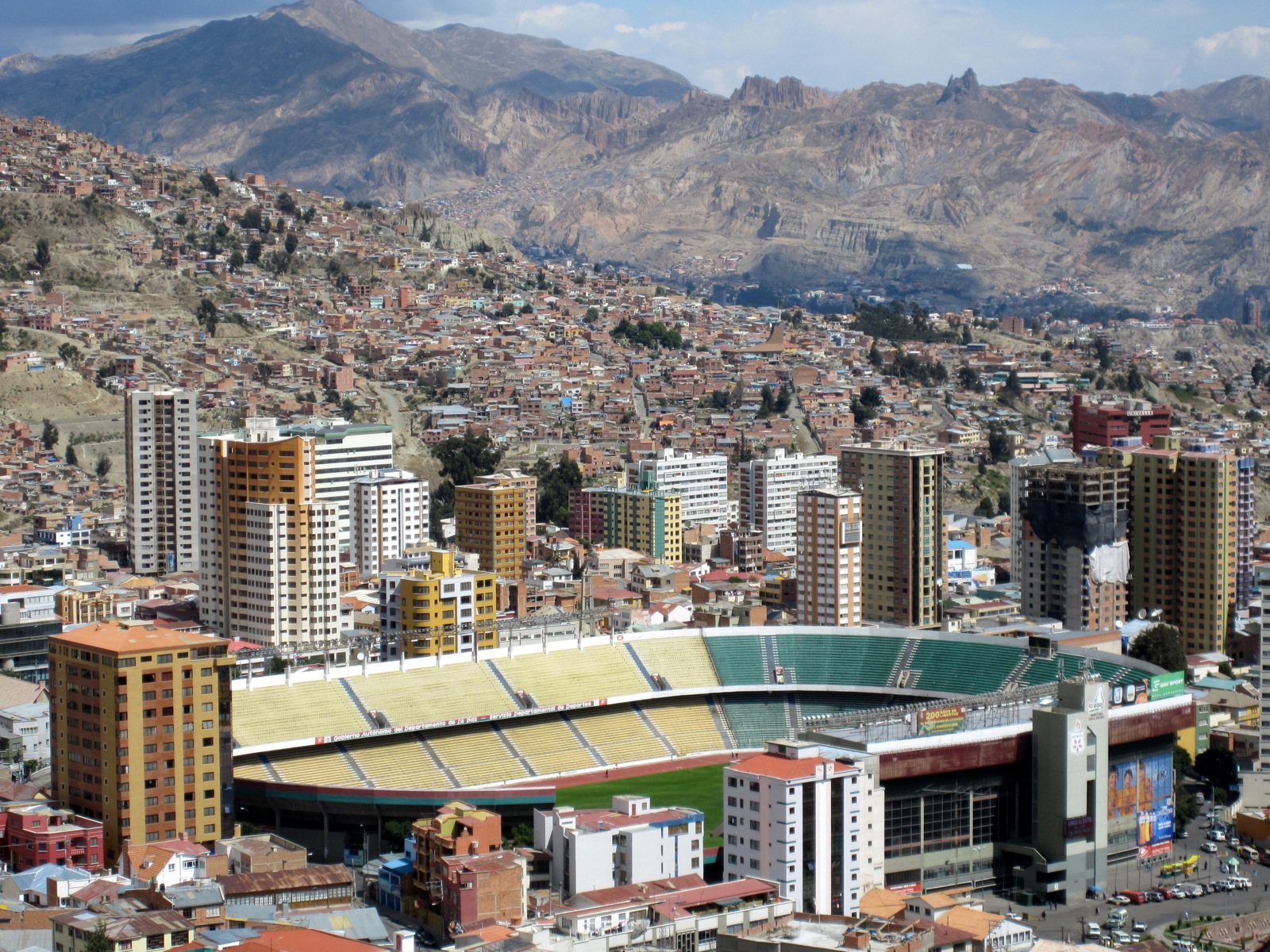
Vista del estadio Hernando Siles de La Paz, a 3598 metros de altura

La controversia del fútbol a gran altura surgió en mayo de 2007 cuando la FIFA introdujo una prohibición temporal de los partidos internacionales a más de 2500 metros sobre el nivel del mar, citando preocupaciones sobre la salud de los jugadores y la ventaja "injusta" para los equipos locales aclimatados. El fallo significaba que Bolivia, Ecuador, Colombia y algunas ciudades del sur de Perú no podrían albergar partidos de clasificación para la Copa Mundial de la FIFA en sus propias ciudades capitales. La prohibición fue revocada en mayo de 2008.

## Orígenes
En 2007, el club brasileño Flamengo se había comprometido a boicotear los juegos a gran altura después de que varios de sus jugadores recurrieran al uso de oxígeno embotellado durante un partido de la Copa Libertadores contra Real Potosí de Bolivia, disputado en el Estadio Mario Mercado Vaca Guzmán (hoy Víctor Agustín Ugarte) en condiciones de lluvia, a una altitud de 3895 metros.A raíz de esta denuncia, varios otros clubes brasileños declararon que no jugarían partidos de la Copa Libertadores a gran altura y presionaron a la Confederación Brasileña de Fútbol y a la FIFA para imponer una prohibición de fútbol a gran altura.

## El fallo
Se dispuso que los jugadores llegaran a la ciudad anfitriona una semana antes para los partidos internacionales por encima de los 2500 metros y dos semanas para los de encima de los 3000 metros, para dar tiempo a adaptarse al aire enrarecido. Esto hacía que no se pudiera jugar esos encuentros debido a los calendarios internacionales, afectando además, a ciudades como Bogotá (2.640 metros), Quito (2.800 metros) y La Paz (3.577 metros). Posteriormente se corrió el límite a 3.000 metros.

## Reacciones
Muchas de las principales ciudades de Bolivia, incluidas Sucre y Potosí, se encuentran a gran altura. El presidente de Bolivia, Evo Morales, prometió liderar una campaña contra la prohibición después de hablar en una reunión de gabinete de emergencia. Morales dijo que el fallo equivalía a una discriminación: "Esto no es solo una prohibición a Bolivia, sino que también es una prohibición a la universalidad del deporte". Morales describió la prohibición como "apartheid en el fútbol", dijo que enviaría una delegación de alto nivel a la sede de la FIFA en Zúrich e instó a otros países a unirse a su campaña. "No podemos permitir la discriminación en el fútbol, no podemos permitir... la exclusión en el mundo del deporte", añadió. 
Diego Maradona se sumó a la campaña, jugando un partido de una hora en el estadio Hernando Siles de La Paz, ubicado a 3.600 metros sobre el nivel del mar, para demostrar que si un jugador de 47 años podía jugar allí, también podrían los jóvenes profesionales. Dirigió a un equipo de ex internacionales argentinos en una victoria por 7-4 sobre un equipo boliviano dirigido por Evo Morales. El 1 de abril de 2009, la FIFA calificó la victoria de Bolivia por 6-1 sobre la selección argentina entrenada por Maradona como una "sorprendente derrota en la altura contra el rango de los outsiders". Maradona no culpó a la altura de la derrota de Argentina, dando crédito a los jugadores bolivianos "desde el portero hasta el último suplente".

## Elevación del límite
En junio de 2007, la FIFA elevó el límite de 2.500 metros a 3.000 metros, lo que significaba que la única ciudad capital afectada por la prohibición sería La Paz.

## Suspensión
En mayo de 2008, la FIFA suspendió la prohibición después de una carta de protesta de la CONMEBOL, el organismo rector del fútbol sudamericano, respaldado por todas las asociaciones miembro excepto la Confederación Brasileña de Fútbol. El comité ejecutivo de la FIFA votó a favor de rescindir el fallo, permitiendo así que Bolivia y Ecuador organicen partidos de clasificación para la Copa del Mundo en sus ciudades capitales. Joseph Blatter, presidente de la FIFA, dijo que la prohibición se había levantado provisionalmente mientras se realizaban más estudios sobre el efecto de la gran altitud, así como los extremos de temperatura, humedad y altos niveles de contaminación, y dijo: "Reabrimos la discusión". Sin embargo, el 10 de junio de 2010, Blatter afirmó que "el tema de la altitud no está en la agenda de la FIFA".